# Wayka
Wayka (del quechua «trabajo en grupo para el bien común») es un periódico digital peruano perteneciente a la etapa antecedida de la prensa alternativa, sin fines de lucro. Se financia mediante donaciones de fundaciones internacionales de defensa de los derechos humanos, organizaciones sin fines de lucro y personas naturales.
Su principal línea editorial se centra en la defensa de los derechos humanos y laborales, la igualdad de género y la no discriminación hacia minorías, las políticas públicas sostenibles, las comunidades indígenas y medio ambiente, la lucha contra la corrupción y la promoción cultural peruana, mediante investigación periodística. Además de notas escritas, también publican vídeos cortos e infografías. Tiene una alianza con el medio DW Español.

## Historia
A inicios de 2014, el periodista y politólogo Rael Mora junto al investigador José Carlos Lama conceptualizaron y fundaron Wayka. Poco después se sumaron la comunicadora Luciana Távara, la periodista Diana García y el historiador Gonzalo Villamonte y juntos diseñaron y lanzaron una campaña de financiamiento colectivo a través de Indiegogo para lograr obtener el monto inicial requerido de 20 000 dólares americanos de manera comunitaria. La campaña duró dos meses, de febrero a abril, y fue exitosa gracias al apoyo de 167 personas.
Empezaron en mayo de ese año como una publicación mensual impresa que se repartía de forma gratuita principalmente en el Metro de Lima. Paralelamente, publicaban sus contenidos en redes sociales. En 2017, Wayka dejó de editarse en papel y mantuvo su redacción en formato digital.
A medida que el periódico se enfocó en línea en 2017, el lema de Wayka cambió a «Más que periodismo» siendo su lema original «El periódico que no se vende», y el grupo se centró en las tendencias y los titulares cuando comenzó a participar a escala nacional. Los elementos audiovisuales también evolucionaron, con Wayka cada vez más involucrado en Facebook, Instagram, TikTok, Twitter, Whatsapp y YouTube.
En 2025, el periodista Marco Sifuentes afirmó que el medio había tenido una postura de izquierda militante, después de que este se disculpara por investigar sin suficientes pruebas la presencia del partido Renovación Popular en una gala inaugural de la presidencia de Donald Trump.

## Polémicas

### Amenazas a periodistas deWaykapor investigar denuncias de acoso sexual
En marzo de 2021, la presidenta de Amnistía Internacional Perú, Graciela Tiburcio Loayza, periodista de Wayka, recibió amenazas de muerte por investigar unas presuntas denuncias de acoso sexual a menores por parte de Víctor Hugo Quijada Tacuri, candidato al Congreso peruano por el Partido Nacionalista Peruano.

### Firmas de miembros deWaykaen planillones del MOVADEF
En abril de 2023, el programa de reportajes Contracorriente de Willax Televisión informó que una editora de Wayka había firmado las planillas del Movadef —una organización creada en 2008 vinculada al grupo terrorista Sendero Luminoso— para su inscripción como partido político. La firmante de la planilla fue Roxana Loarte Villalobos, quien firmó en el año 2011 las planillas del Movadef y, posteriormente, se inscribió en el Frente de Unidad de Defensa del Pueblo Peruano (FUDEPP), organización política que tenía entre sus miembros a exintegrantes del Movadef. Ante el reportaje y su difusión en medios como Caretas y Expreso, Wayka publicó un comunicado donde señalaba que las acusaciones eran un intento de «terruquear a nuestro medio periodístico» y que ningún periodista de Wayka estaba afiliado a alguna organización política. También señalaron que habían tomado conocimiento «que antes que trabajaran en Wayka, dos integrantes del actual equipo firmaron (en 2011) un planillón para solicitar la inscripción del MOVADEF... desvinculándose de este, tiempo después».
El 23 de abril de 2023 Wayka comunicó a través de sus redes sociales que había enviado una carta notarial a Willax tras «tras el terruqueo y difamación recibidos». Desde entonces, el medio recibió el respaldo del Instituto de Defensa Legal para tomar acciones legales al medio.

### Convulsión social

#### Defensa de Rocío Leandro Melgar
En enero de 2023, Rocío Leandro Melgar, lideresa del FREDEPA (Frente de Defensa de Ayacucho), fue detenida por las autoridades peruanas junto a otro dirigentes del frente de defensa. Leandro, quien durante el conflicto amado interno perteneció a Sendero Luminoso con el alias de «Camarada Cusi», había sido captada financiando las protestas durante la convulsión social y fue detenida por el «presunto delito de pertenencia a organización terrorista» al ser integrante de la «Nueva Facción Roja», una facción de Sendero Luminoso. Tras la detención, Wayka fue acusada por Willax de defender a los detenidos presentándolos de víctimas del gobierno de Dina Boluarte y obviar los antecedentes de pertenencia a organizaciones subversivas, esto incluye al líder de opinión del canal Beto Ortiz.

#### Denuncias de agresiones a periodistas deWaykadurante la convulsión social de 2023
En febrero del 2023, la Asociación Nacional de Periodistas del Perú (ANP) denunció agresiones por parte de la policía a periodistas que cubrían las protestas en contra del gobierno de la presidenta Dina Boluarte en Lima. Entre ellos se encontraba Juan Zapata, fotoperiodista de Wayka, quien fue agredido mientras registraba la acción violenta de los policías hacia los manifestantes. El periodista refirió que lo insultaron, registraron sus pertenencias, lo golpearon en la cabeza, también dañaron el lente de su cámara fotográfica. El Frente Comunicacional Antiimperialista de Nuestramérica, una red de comunicadores alternativos de Latinoamérica, sacó un comunicado en muestra de repudio por las acciones contra los miembros de Wayka.

## Premios
- Premio Periodismo y Derechos Humanos 2019 de la Coordinadora Nacional de Derechos Humanos[25]
- Premio del 3° Concurso de Periodismo de Investigación sobre VIH de la AHF Perú y la ONU
- Premios a la Excelencia en los Medios 2020 de Planned Parenthood[26]